# 1302 Werra
1302 Werra è un asteroide della fascia principale. Scoperto nel 1924, presenta un'orbita caratterizzata da un semiasse maggiore pari a 3,1147512 UA e da un'eccentricità di 0,1733128, inclinata di 2,59668° rispetto all'eclittica.
Prende il nome dal fiume Werra in Germania.